# Любимівка (Білогірський район)
Люби́мівка (до 1948 — Кара́-Тобе́ль, крим. Qara Töbel, та Північний Джанкой, Шималий-Джанкой, крим. Şimaliy Canköy) — село Білогірського району Автономної Республіки Крим.
Входить до Пшеничненської сільської ради.
Відстань від райцентру до населеного пункта становить 69 кілометрів по прямій.